# دانشگاه شاهدخت نوره بنت عبدالرحمن
دانشگاه شاهدخت نوره بنت عبدالرحمن (PNU ; عربی: جامعة الأمیرة نورة بنت عبد الرحمن) یک دانشگاه دولتی زنان است که در ریاض، پایتخت عربستان سعودی واقع شده‌است. این دانشگاه بزرگترین دانشگاه زنان در بین دانشگاه‌های جهان است.
این دانشگاه دارای مدارک دیپلم، کارشناسی و کارشناسی ارشد می‌باشد. این دانشگاه دارای ۳۴ دانشکده در شهر ریاض و در شهرهای مجاور، یک مؤسسه زبان عربی (برای افراد غیر عربی)، یک ریاست خدمات اجتماعی و آموزش مداوم و یک دانشکده اجتماعی است. بیش از ۵۰۰۰ کارمند علمی و اداری دارد.

## تاریخچه و نام
این دانشگاه در سال ۱۹۷۰ به عنوان اولین کالج آموزش زنان در عربستان تأسیس شد. در طول ۲۵ سال بعد از آن، ۱۰۲ دانشگاه مشابه در ۷۲ شهر در سراسر این کشور ایجاد شد که ۶۰۰۰۰ دانشجو را در خود جای می‌داد. تنها در شهر ریاض ۶ دانشکده، عمدتاً در زمینه‌های آموزشی، خدمات اجتماعی، علوم، هنر و اقتصاد وجود داشت. در سال ۲۰۰۴، تصمیم گرفته شد تا همه دانشگاه‌های زنان در ریاض یکپارچه شوند و بدین ترتیب اولین دانشگاه کاملاً زنانه در عربستان ایجاد شد. دانشگاه‌های دیگر در سراسر پادشاهی متحد شدند و در مناطق مورد حمایت خود به دانشگاه‌های مستقل گسترش یافتند.
در سال ۲۰۰۸، ملک عبدالله بن عبدالعزیز آل سعود، محوطه دانشگاه را افتتاح کرد و نام دانشگاه را به نام شاهزاده نوره بنت عبدالرحمن، خواهر اولین پادشاه، تغییر داد. نوره در زبان عربی به معنای نور است. با این افتتاح، ساختمان بزرگترین و مدرن‌ترین مؤسسه آموزش عالی زنان در یک شهر آموزش عالی مستقل ساخته شد.